# Amnéville
 Amnéville  es una población y comuna francesa, en la región de Lorena, departamento de Mosela, en el distrito de Metz-Campagne y cantón de Rombas.

## Demografía
| 8764 | 8492 | 8996 | 8951 | 8926 | 9314 |
| Para los censos de 1962 a 1999 la población legal corresponde a la población sin duplicidades (Fuente: INSEE [Consultar]) |      |      |      |      |      |